# Salvatore Pollicino
Salvatore Pollicino (Porto Empedocle, 30 gennaio 1884 – Palermo, 10 novembre 1961) è stato un tenore italiano.

## Biografia

### Carriera
Ha studiato a Palermo con Nino Santoro e ha debuttato nel 1915 al Teatro Biondo di Palermo come Alfredo ne La traviata. Nella stessa stagione ha anche cantato il ruolo del Duca in "Rigoletto". Pollicino ha cantato a Malta, al Teatro Reale di La Valletta nella stagione 1920-1921 debuttando come Turiddu in "Cavalleria rusticana". Durante questa stagione a Malta ha anche cantato i ruoli di tenore nella Carmen, Lohengrin, Lucia di Lammermoor, La traviata e Tosca. Nel 1924 si è esibito in "Madama Butterfly" al Teatro Nuovo di Castiglione di Ravenna. Nel 1932 si è esibito a Milano, al Teatro Carcano, in "Cavalleria Rusticana" diretta dall'autore Pietro Mascagni. Lo stesso anno ha cantato il ruolo di Folco in "Isabeau" a Sassari. Nel 1939 ha inaugurato le trasmissioni RAI di Palermo. Interpretò circa 50 opere e incise più di 30 dischi. Si ritirò dalle scene nel 1942.

### Cronologia di alcune apparizioni
- 1916 Palermo, Teatro Biondo, Traviata, nel ruolo di Alfredo;
- 1918 Palermo, Teatro Biondo, Cavalleria Rusticana, nel ruolo di Turiddu;
- 1920 Prato, Teatro Metastasio, Gioconda, nel ruolo di Enzo;
- 1922 Savona, Teatro Chiabrera Andrea Chenier, nel ruolo di Chénier;
- 1924 Lucca, Teatro Del Giglio, Tosca, nel ruolo di Cavaradossi;
- 1926 Palermo, Politeama Garibaldi, Tosca, nel ruolo di Cavaradossi;
- 1928 Madrid, Teatro De La Zarzuela, Italiana in Algeri, nel ruolo di Lindoro;
- 1930 Palermo, Politeama Garibaldi, Cavalleria Rusticana, nel ruolo di Turiddu;
- 1932 Palermo, Politeama Garibaldi, Bohème, nel ruolo di Rodolfo;
- 1935 Palermo, Teatro Biondo, Rigoletto, nel ruolo del Duca;
- 1937 Palermo, Teatro Biondo, Cavalleria Rusticana, nel ruolo di Turiddu;
- 1940 Palermo, Teatro Massimo, Giulietta e Romeo di Riccardo Zandonai, nel ruolo di Gregorio.
- 1942 Palermo, Teatro Massimo, Lodoletta.

### Alcune registrazioni
| Opera                | Titolo                               | Etichetta |
| -------------------- | ------------------------------------ | --------- |
| Don Carlo            | Io l'ho perduta                      | Fonotipia |
| Un ballo in maschera | Di' tu, sei fedele                   | Fonotipia |
| Andrea Chénier       | Sì, fui soldato                      | Fonotipia |
| La Gioconda          | Cielo e Mare                         | Fonotipia |
| Manon Lescaut        | Donna non vidi mai                   | Fonotipia |
| Pagliacci            | No Pagliaccio non son                | Fonotipia |
| Werther              | Ah! Non mi ridestar                  | Fonotipia |
| Loreley              | Infranto ogni altro vincolo          | Fonotipia |
| Dejanice             | Mio Bianco Amor (con Olga Guerrieri) | Fonotipia |